# Milton (Ontario)
Milton – miejscowość (ang. town) w Kanadzie, w prowincji Ontario, w regionie Halton.
Powierzchnia Milton to 366,46 km². Według danych spisu powszechnego z roku 2001 Milton liczy 31 471 mieszkańców (85,88 os./km²).